# G DATA CyberDefense
G DATA CyberDefense AG（ジー・データ・サイバーディフェンス・アーゲー）は、1985年に創業し、1987年に世界最初の個人向けウイルス対策ソフトを発売した、ドイツのセキュリティソフトウェア会社である。

## 概要
EUを中心に、個人向け・法人向け製品を展開し、日本法人は2007年に設立された。 最大の特徴は、業界最先端の多層防御技術による世界最高位のウイルス検出率。また、新種や未知ウイルスへの防御、フィッシングやウイルス感染サイトへの対策、迷惑メール対策など、インターネットやメール環境を安全・快適にする機能を豊富に搭載している。
2011年にはアンドロイド端末向けのセキュリティアプリを発売。個人向け製品の最新版はバージョン 25.1.0.4（2015年8月発売）。法人版製品の最新版は、バージョン 13.0（2014年7月発売）である。

## 沿革
- 1985年（昭和60年） - 創業。
- 1987年（昭和62年） - ATARI ST向けのアンチウイルスソフト AntiViren-Software für ATARI STを発売。
- 1990年（平成2年） - MS-DOS向けのアンチウイルスソフト AntiVirenKit für MS-DOSを発売。
- 2001年（平成13年） - DaViDeoを発売。
- 2006年（平成18年） - アンチウイルス製品G DATA アンチウイルスキットの日本語版をアイフォーより発売。
- 2007年（平成19年） - 2006年に発売した製品を日本語OSに最適化しなおしたRelease2をイーフロンティアより発売、秋には2008年度版をサイバーリンク トランスデジタルより発売。
- 2009年（平成21年）2月 - 2009年版をジャングル株式会社より発売。また、同年8月には法人向け製品 G Data AntiVirus Business、G Data ClientSecurity Business を株式会社グローバルワイズより発売。続く9月には、2010年版をジャングル株式会社より発売。
- 2010年（平成22年）7月 - 2011年版をジャングル株式会社より発売。
- 2011年（平成23年）7月 - 2012年版をジャングル株式会社より発売。翌月の8月には、同社初のアンドロイド端末用のセキュリティアプリ、G Data MobileSecuriy を発表。
- 2012年（平成24年）1月 - 法人向け製品の G Data EndpointProtection Business を株式会社グローバルワイズより発売。7月には、個人向け製品の2013年版とアンドロイド用セキュリティアプリの最新版、G Data モバイルセキュリティ 2 をジャングル株式会社より発売。
- 2013年（平成25年）7月 - 個人向け製品2014年版を発売。従来の強力なウイルス検出率を昇華させたハイブリッド技術「CloseGap」を発表。
- 2013年（平成25年）12月 - G Data MobileSecurity 2 の後継バージョン、Android向け製品 G Data Internet Security for Android を発売。
- 2014年（平成26年）2月 - 法人向け製品最新版、バージョン12を発売。
- 2014年（平成26年）7月 - 個人向け製品最新版、および法人向け製品最新版、バージョン13を発売。
- 2015年（平成26年）8月 - 個人向け製品最新版を発売。
- 2016年（平成27年）3月 - iOS向け製品セキュリティアプリを発売。

## 製品
- 個人向け製品
  - G DATA Antivirus
  - G DATA Internet Security
  - G DATA Total Security
  - G DATA Mobile Security
  - G Data VPN